# Volcan Glacier Franklin
Le volcan Glacier Franklin (Franklin Glacier Volcano en anglais) est un volcan de la chaîne Côtière situé en Colombie-Britannique au sud-ouest du Canada.